# Филокало Навигайосо
Филокало Навигайосо (на италиански: Filocalo Paolo Navigaioso) е венециански благородник и първият латински владетел на остров Лемнос в Егейско море.
Навигайосо е участник в Четвъртия кръстоносен поход в състава на венецинаския контингент воден от Енрико Дандоло и взима участие в обсадата и превземането на Константинопол през 1204 г. заедно с Марко Санудо, Марино Дандоло и Андреа и Джеремия Гиси. След избирането на Балдуин Фландърски за император на Латинската Империя, венецианските благородници получават почти всички острови в Егейско море. Филокако получава като лично владение остров Лемнос в северната част на Егейско море, както и титлата мегадукс на Латинската Империя. Той управлява острова, като васал на император Хенрих, резидирайки в крепостта „Кастро“ (съвременна Мирина) до смъртта си през 1214 г. Синът му – Леонардо Навигайосо наследява властта върху половината остров с крепостта „Кастро, а двете му дъщери получават по една четвърт от острова с крепостите Мудрос и Котсинос. Леонардо има трима синове – Филипо, Николо и Паоло Навигайосо, който го наследява. паоло управлява острова заедно с братята си и двамата си братовчеди Джовани Фоскари и Филоскало Градениго, но след падането на Латинската Империя, Визнатия започва да воюва с латинските владетели в Егейско море, възвръщайки си постепенно островите. Паоло и братята му загиват през 1276 г./1277 г., когато византийският флот под командата на адмирал Ликарий атакува Лемнос и обсажда столицата им „Кастро“. Крепостта продължава да се защитава от вдовицата на Паоло – Мария Санудо, дъщеря на херцога на Наксос – Анджело Санудо, която я предава едва на следващата 1278 г. С това се слага край на седемдесет и четири години венецианско владение на остров Лемнос.

## Династия
- Филокало Навигайосо, господар на Лемнос 1204 – 1214
- Леонардо Навигайосо, господар на Лемнос 1214 – 1260
- Паоло Навигайосо, господар на Лемнос 1260 – 1277